# ガッレリア・アルベルト・ソルディ

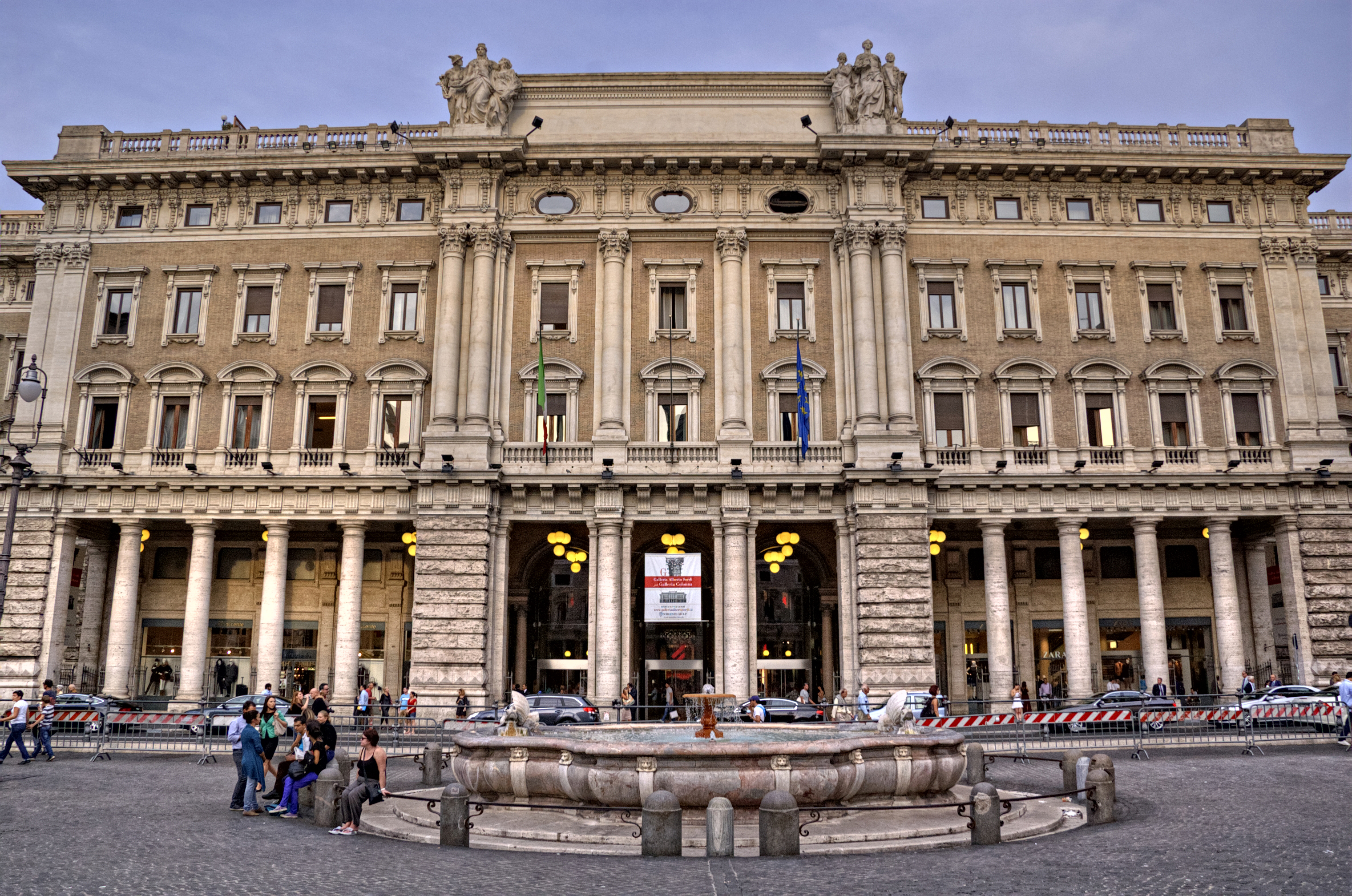
ガッレリア・アルベルト・ソルディ

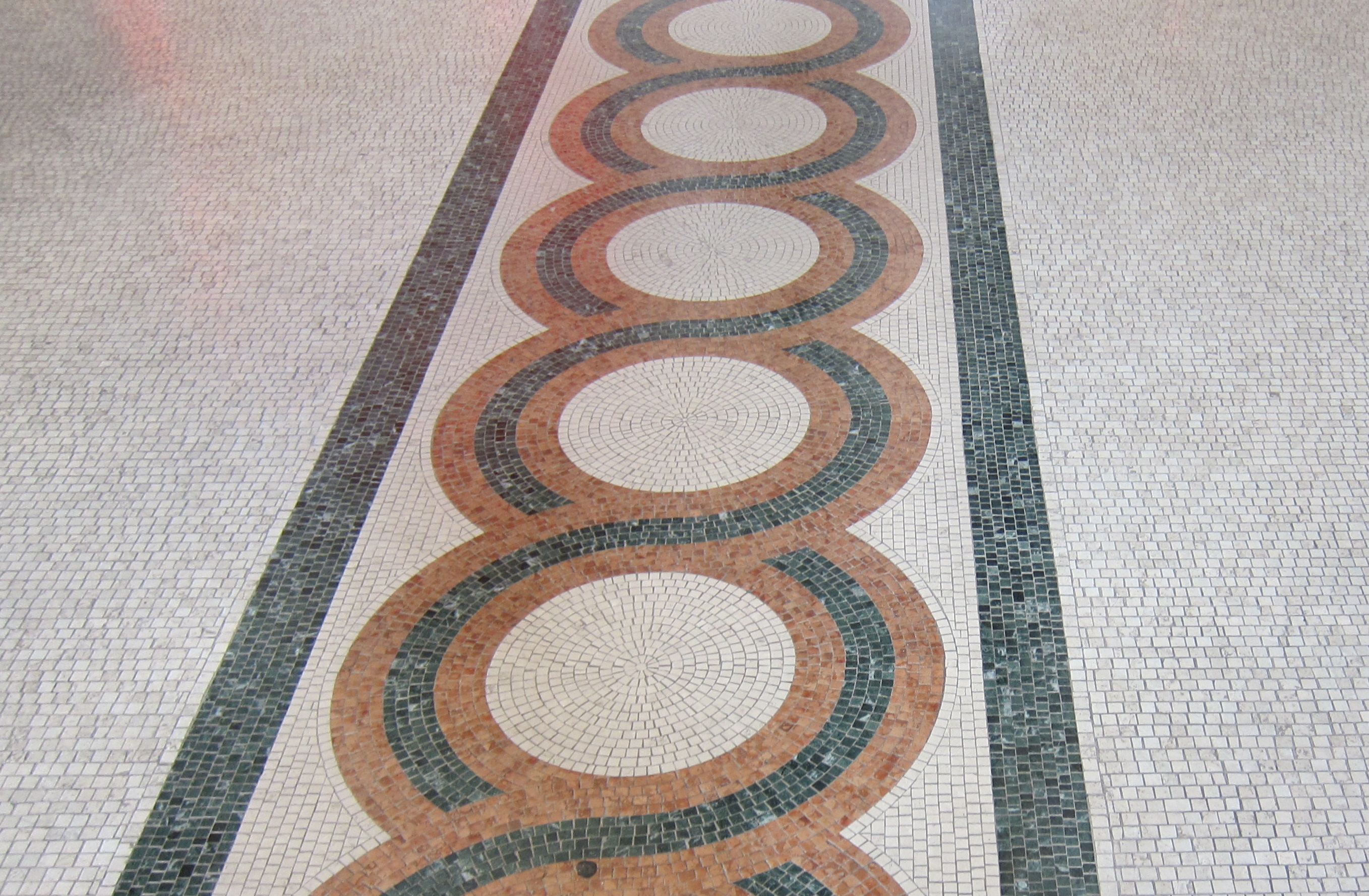
床モザイク

ガッレリア・アルベルト・ソルディ (Galleria Alberto Sordi) はローマのコロンナ広場に面して建つショッピングモール。
1922年竣工でアール・ヌーヴォー（リバティ様式）を見せるこの建築は、当初ガッレリア・コロンナと呼ばれた。キージ宮殿（首相官邸）やモンテチトーリオ宮殿（議会下院）、中央郵便局にほど近い立地によって、芸術家から政治家までが集まる施設として利用された。やがて長らく閉鎖されることになったが、修復工事を経た 2003年12月の新装開店にあたってローマ出身の俳優アルベルト・ソルディの名を冠することとし、名称を現行のガッレリア・アルベルト・ソルディに変更した。
コロンナ広場東面のコルソ通り (Via del Corso) を挟んだ地点に立地し、ポルチコをもち大理石とトラバーチンで化粧されたファサードを構える。内部に入ると2方向に通路が伸び、それぞれの通路の両側には各種ファッションブランドから書店やレストランといったテナントが入り、また通路上のスペースにテーブルを配置したバールもある。壁面や床の装飾、さらにステンドグラスといったインテリアも見どころ。右手の通路の突き当たりの扉から外へ出ればトレヴィの泉まですぐ、左手の通路の先から出るとトリトーネ通りに出る。
2024年1月にリニュアルオープンされた後、同年4月18日にユニクロがガッレリア・アルベルト・ソルディにローマ初の店舗をオープン。そこのユニクロのオープンはミラノに続いてイタリア2号店となる。その日のオープニングの前には700人以上の客が待ち、太鼓や日本人女性のコンサートでオープニングを祝われた。ローマ出身のアーティストと共のTシャツコラボもした。

## アクセス
- ローマ地下鉄A線バルベリーニ駅[2]またはスパーニャ駅[1]から徒歩で10分。
- バスVia del Corso 停留所至近。C3、62、63、81、85、95、117、119、160、175、492、628、630、850番のバスが停車。[2]
- バスVia del Tritone/Largo Chigi 停留所至近。52、53、61、62、63、71、80、95、116、116T、119、175、492、590、630番のバスが停車。[2]